# Franz Xaver Seppelt
Franz Xaver Seppelt (Breslavia, 13 gennaio 1883 – Monaco di Baviera, 25 luglio 1956) è stato uno storico della Chiesa e presbitero cattolico tedesco conosciuto per la sua "Storia del Papato".

## Biografia
Seppelt crebbe sull'isola della cattedrale di Breslavia, dove suo padre era a capo della scuola della cattedrale. Nel 1902 Seppelt si diplomò al Matthias-Gymnasium di Breslavia. Poi studiò presso la Facoltà teologica dell'Università della sua città natale e dopo aver ricevuto l'ordinazione presbiterale il 23 giugno 1906, presso l'Università di Monaco di Baviera, dove si è laureato.
Nell'ottobre del 1907 conseguì il dottorato in teologia all'Università di Breslavia. La sua dissertazione era intitolata: "La Battaglia dell'Ordine dei Mendicanti all'Università di Parigi alla metà del XIII secolo". Successivamente, Seppelt esercitò il suo ministero per due anni come cappellano nella chiesa di San Giacomo a Nysa. Seguì un soggiorno di un anno nel Pontificio Collegio Teutonico di Santa Maria in Campo Santo a Roma, dove Seppelt lavorò alla sua tesi di abilitazione. Il 27 luglio 1910 Seppelt con gli "Studi sul pontificato di Celestino V" ricevette l'abilitazione come docente privato di storia della chiesa all'Università di Breslavia.
Su suggerimento di Max Sdralek, l'insegnante accademico di Seppelt, si rivolse in particolare alla storia della Chiesa slesiana. Ha curato gli Atti del Sinodo diocesano di Breslavia del 1442, fu autore di uno studio delle leggende più antiche di Sant'Edvige (1914) e l'inizio delle capitolazioni elettorali dei Vescovi di Breslavia (1915). Nel 1915, Seppelt ricevette un extraordinariato ufficiale presso l'Università di Breslavia con un incarico d'insegnamento di storia della chiesa medievale e moderna, patrologia e storia dell'arte cristiana.
Nel 1920 divenne professore ordinario di storia della chiesa medievale e moderna e storia della chiesa della Slesia nella stessa università. Nel 1925 Seppelt fu nominato canonico del capitolo della cattedrale di Breslavia. Con questa posizione, ebbe un'influenza significativa sull'amministrazione diocesana, in particolare sul restauro della cattedrale di Breslavia nel 1934.
Seppelt fu anche attivo nella politica municipale e regionale fino all'ascesa al potere dei nazionalsocialisti nel 1933. Dal 1919 apparteneva al Partito di Centro del Consiglio comunale di Breslavia, dove fu eletto nel 1925 dal presidente del gruppo del suo partito. Dal 1929 fu anche membro dell'Assemblea provinciale della Slesia. Di nuovo, fu il capogruppo del suo partito. Dal momento che rifiutò apertamente il nazionalsocialismo, concluse la sua attività politica nel 1933 con la presa del potere da parte dei nazionalsocialisti. Si dimise dalla presidenza della Commissione storica per la Slesia, di cui era fondatore, nell'autunno del 1933. Nel 1944 fu arrestato per un breve periodo.
L'insegnamento accademico di Seppelt a Breslavia terminò nel gennaio del 1945 con l'invasione delle truppe sovietiche in Slesia. Dopo aver trascorso la guerra a Brzeźnica, tornò nella sua città natale. Nel febbraio del 1946, Seppelt fu gravemente maltrattato dai miliziani polacchi. Poco tempo dopo, fu espulso dalla Slesia e dovette lasciare la sua città natale il 25 aprile 1946.
Presso l'Università di Monaco di Baviera, dove Seppelt era stato un membro del dipartimento di storia della Chiesa, ricevette nel 1946 la nomina alla cattedra di storia della chiesa dove ha lavorato fino al suo pensionamento il 1º aprile 1952. Durante questo periodo ha pubblicato una serie di scritti minori (fra cui "La Diocesi di Breslavia attraverso i secoli") e ha tenuto conferenze su argomenti della storia della Slesia. Joseph Ratzinger, che in seguito divenne papa Benedetto XVI, fu uno dei suoi ascoltatori a Monaco.

## La storia del papato
Oltre alla storia della Chiesa slesiana, il principale argomento di ricerca di Seppelt fu la storia del papato. Nel 1921 Seppelt aveva scritto una breve "Storia dei Papi dalle origini alla rivoluzione francese" in due piccoli volumi piccoli, che in seguito combinati con l'inserimento di una continuazione di Klemens Löffler è stato pubblicato in un unico grande volume illustrato nella Sammlung Kösel con il titolo "Storia dei Papi dalle origini ai nostri giorni", con un grande successo di pubblico. Nel 1964 questo volume fu ripubblicato da Georg Schwaiger.
Tuttavia, Seppelt acquisì importanza scientifica soprattutto attraverso la "Storia del Papato" in sei volumi, che fu pubblicata dalla casa editrice di Jakob Hegner a Lipsia e successivamente a Monaco di Baviera dall'editore Kösel. Nel 1931 apparve il primo volume, "L'ascesa del Papato", che trattava la storia del papato fino a Gregorio Magno. Il secondo volume, che copriva il periodo fino alla metà dell'XI secolo, apparve nel 1934.
Successivamente, comparvero i volumi IV e V. Il terzo volume poté essere completato solo poco prima della morte di Seppelt nel luglio del 1956. La pubblicazione di questo volume, che aveva come oggetto la disputa tra il Papato e il potere secolare nell'Alto medioevo, non sarebbe stata possibile tra il 1933 e il 1945, poiché il contenuto era inviso all'ideologia dei governanti nazionalsocialisti.
Dopo la morte di Seppelt, il suo allievo Georg Schwaiger pubblicò i volumi IV e V. Un sesto volume pianificato dedicato alla storia papale dopo la rivoluzione francese non è mai stato pubblicato. La "Storia del Papato" di Seppelt è stata ampiamente riconosciuta dagli esperti. Hubert Jedin così ha giudicato il lavoro di Seppelt:
(Hubert Jedin, "Nel 70º compleanno di Franz Xaver Seppelt", p. 104)
Georg Schwaiger ne diede questo giudizio:
(Georg Schwaiger)
Nel 1943 Seppelt ricevette il titolo di prelato domestico di Sua Santità in riconoscimento della sua "Storia del Papato".

## Opere principali
- Der Kampf der Bettelorden an der Universität Paris in der Mitte des 13. Jahrhunderts ("La Battaglia dell'Ordine dei Mendicanti all'Università di Parigi alla metà del XIII secolo") 1907)
- Die Breslauer Diözesansynode vom Jahr 1442 ("Il sinodo diocesano di Breslavia dell'anno 1442"), Breslau 1912
- Geschichte des Bistums Breslau ("Storia della diocesi di Breslavia"), Breslau 1929
- Papstgeschichte von den Anfängen bis zur Gegenwart ("Storia dei Papi dalle origini ai nostri giorni", 5. Aufl., München 1949, 2ª ed. 1964
- Geschichte der Päpste. ("Storia dei Papi") Band 1–2, 2. Aufl., München 1954–55; Band 3, München 1956; Bände 4–5, 2. Aufl., München 1957–59